# 任護花
任護花（Yam Wu Fa，筆名周白蘋），三十年代廣州記者，影評人，流行小說作家，辦報人及著名粵劇編劇家。他曾經執導的電影達超過20部。另外，任護花在戰前收購《先導報》經營,戰後創辦《先導日報》和《紅綠日報》。他的妻子是著名舞星紫葡萄﹙馮翠華﹚，他們的第二位兒子是任忠章，香港英皇書院畢業生，1962年9月16日（星期日）到美國加州大學讀醫科。
1976年7月26日任護花在香港病逝。

## 作品
小說
- 《中國殺人王》:

1. 大戰扭計深(附初到三藩市)	一冊

2. 大戰玻璃黨	一冊

3. 大鬧墨西哥	二冊

4. 大鬧紐約	一冊

5. 大戰芝加哥	一冊

6. 橫渡太平洋(附再鬧三藩市)	一冊

7. 大戰機械黨(附大破三雄堂)	一冊

8. 大破暗殺團(附橫掃阿根廷)	一冊
	
9. 大鬧上海	一冊

10.大戰三K黨(附初到英京)	一冊

11.大破毒氣黨	一冊

12.大破黑煞黨	一冊

13.大破販艷團	一冊

14.再鬧紐約	二冊

15.大鬧巫人國	二冊

16.大破越獄黨	一冊

17.大破迷魂黨	一冊

18.大破鐵環黨	一冊

19.大破鋼爪黨	一冊

20.血戰奧大利	一冊

21.大戰遁地黨	一冊

- 《牛精良》

電影
- 《四大天王》（The four kings of heaven，1948）
- 《多情竹績鴨》
- （Wise guy，1952）

粵劇
- 《怒吞十二城》
- 《三十六迷宮》